# Peter Fleming
Peter Blair Fleming (* 21. ledna 1955, Chatham Borough) je bývalý americký tenista. Byl deblovým specialistou. Ve dvojici s krajanem Johnem McEnroem vyhrál čtyřikrát čtyřhru ve Wimbledonu (1979, 1981, 1983, 1984), třikrát na US Open (1979, 1981, 1983) a sedmkrát (v řadě) na Turnaji mistrů (1978, 1979, 1980, 1981, 1982, 1983, 1984), což je rekord. V mixu si zahrál jedno finále US Open, v roce 1986, v páru s Martinou Navrátilovou. Roku 1984 se stal deblovou jedničkou na žebříčku ATP. V singlovém žebříčku byl nejlépe osmý a jeho grandslamovým maximem bylo čtvrtfinále ve Wimbledonu roku 1980. S americkou reprezentací třikrát vyhrál Davisův pohár (1979, 1981, 1982), jeho bilance v této soutěži byla 14 vítězství a jedna prohra. Na turnajích během své kariéry vydělal téměř 2 miliony dolarů.